# Ahmose-Anch
Ahmose-Anch byl staroegyptský princ pocházející z počátku 18. dynastie.
Byl synem prvního faraona Nové říše Ahmose I. a jeho manželky Ahmose-Nefertari. Ahmose-Anch byl korunním princem, avšak zemřel dříve než jeho otec, a tak jeho roli převzal mladší bratr Amenhotep I. V Luxorském muzeu se nachází stéla, na které je zobrazen společně se svými rodiči.